# Bantay
Bantay ist eine Stadtgemeinde in der philippinischen Provinz Ilocos Sur. Bantay wurde von Spaniern gegründet und von Augustinern aufgebaut. Die Gemeinde besitzt auch eine alte spanische Kirche und einen pflanzenreichen Park. Eines der bedeutendsten Bauwerke von Bantay, die Quirino Bridge, welche über den Abra führte, wurde bei einem verheerenden Hochwasser im Jahre 2001 zerstört.

## Baranggays
Bantay ist in folgende 34 Baranggays aufgeteilt:
| - Aggay - An-Annam - Balaleng - Banaoang - Barangay 1 - Barangay 2 - Barangay 3 - Barangay 4 - Barangay 5 - Barangay 6 - Bulag - Buquig | - Cabalanggan - Cabaroan - Cabusligan - Capangdanan - Guimod - Lingsat - Malingeb - Mira - Naguiddayan - Ora - Paing | - Puspus - Quimmarayan - Sagneb - Sagpat - San Mariano - San Isidro - San Julian - Sinabaan - Taguiporo - Taleb - Tay-Ac |